# Episodi di Giudice di notte (quinta stagione)
La quinta stagione della serie televisiva Giudice di notte è stata trasmessa in anteprima negli Stati Uniti d'America dalla NBC tra il 17 settembre 1987 e il 12 maggio 1988.
| nº | Titolo originale                       | Titolo italiano | Prima TV USA      | Prima TV Italia |
| -- | -------------------------------------- | --------------- | ----------------- | --------------- |
| 1  | Her Honor (Part 3)                     |                 | 17 settembre 1987 |                 |
| 2  | Her Honor (Part 4)                     |                 | 24 settembre 1987 |                 |
| 3  | Death of a Bailiff                     |                 | 15 ottobre 1987   |                 |
| 4  | Ladies Night                           |                 | 22 ottobre 1987   |                 |
| 5  | Safe                                   |                 | 29 ottobre 1987   |                 |
| 6  | Mac's Dilemma                          |                 | 12 novembre 1987  |                 |
| 7  | Who Was That Mashed Man?               |                 | 19 novembre 1987  |                 |
| 8  | No Hard Feelings                       |                 | 29 novembre 1987  |                 |
| 9  | The Constitution (Part 1)              |                 | 3 dicembre 1987   |                 |
| 10 | The Constitution (Part 2)              |                 | 10 dicembre 1987  |                 |
| 11 | Let It Snow                            |                 | 17 dicembre 1987  |                 |
| 12 | Dan, the Walking Time Bomb             |                 | 7 gennaio 1988    |                 |
| 13 | Hit the Road, Jack                     |                 | 14 gennaio 1988   |                 |
| 14 | I'm OK, You're Catatonic/Schizophrenic |                 | 21 gennaio 1988   |                 |
| 15 | Chrizzi's Honor                        |                 | 11 febbraio 1988  |                 |
| 16 | Another Day in the Life                |                 | 18 febbraio 1988  |                 |
| 17 | Heart of Stone                         |                 | 25 febbraio 1988  |                 |
| 18 | Russkie Business                       |                 | 25 marzo 1988     |                 |
| 19 | Jung and the Restless                  |                 | 1º aprile 1988    |                 |
| 20 | Top Judge                              |                 | 8 aprile 1988     |                 |
| 21 | Mac's Millions                         |                 | 5 maggio 1988     |                 |
| 22 | Danny Got His Gun (Part 1)             |                 | 12 maggio 1988    |                 |